# Орешино
Орешино е село в Южна България. То се намира в община Ивайловград, област Хасково.

## География
Село Орешино се намира в Източните Родопи на 12 км южно от общинския център Ивайловград. Селото е разлопожено в малка котловина, оградена от гористи ридове. Единственият настилен път до селото се отклонява от съседното село Свирачи, а по черни пътища на запад от селото може да се стигне до селата Костилково и Пелевун.

## История
Ивайловградският край е един от най-пострадалите от събитията около Балканските войни и Първата световна война. До войните районът е много пъстър в етническо отношение в него живеят: турци, гърци, българи, цигани мюсюлмани и албанци християни, като съотношението между първите три етноса е приблизително еднакво. До Цариградския договор от септември 1913 г. село Козлуджа (Орешино) е едно от деветте изцяло гръцки села в Ортакьойска (Ивайловградска) кааза на Одринския вилает. След като става ясно, че селото остава на територията на България, гърците го напускат, оставяйки го сравнително запазено. На тяхно място в селото са настанени завърнали се в България малоазийски българи.  /Не всички малоазийски българи са се преселили в Мала Азия от днешните български земи, някои са били преселници от Македония/.